# Ophiactis rubropoda
Ophiactis rubropoda is een slangster uit de familie Ophiactidae.
De wetenschappelijke naam van de soort werd in 1973 gepubliceerd door R.L. Singletary.